# Reginópolis (kommun)
Reginópolis är en kommun i Brasilien.   Den ligger i delstaten São Paulo, i den södra delen av landet, 700 km söder om huvudstaden Brasília. Antalet invånare är 7 325.
Följande samhällen finns i Reginópolis:
- Reginópolis

Omgivningarna runt Reginópolis är huvudsakligen savann. Runt Reginópolis är det glesbefolkat, med 13 invånare per kvadratkilometer.